# (473080) 2015 HP120
(473080) 2015 HP120 è un asteroide troiano di Giove del campo greco. Scoperto nel 2011, presenta un'orbita caratterizzata da un semiasse maggiore pari a 5,156701 UA e da un'eccentricità di 0,072957, inclinata di 10,333255° rispetto all'eclittica.